# Lijst van Stolpersteine in Culemborg

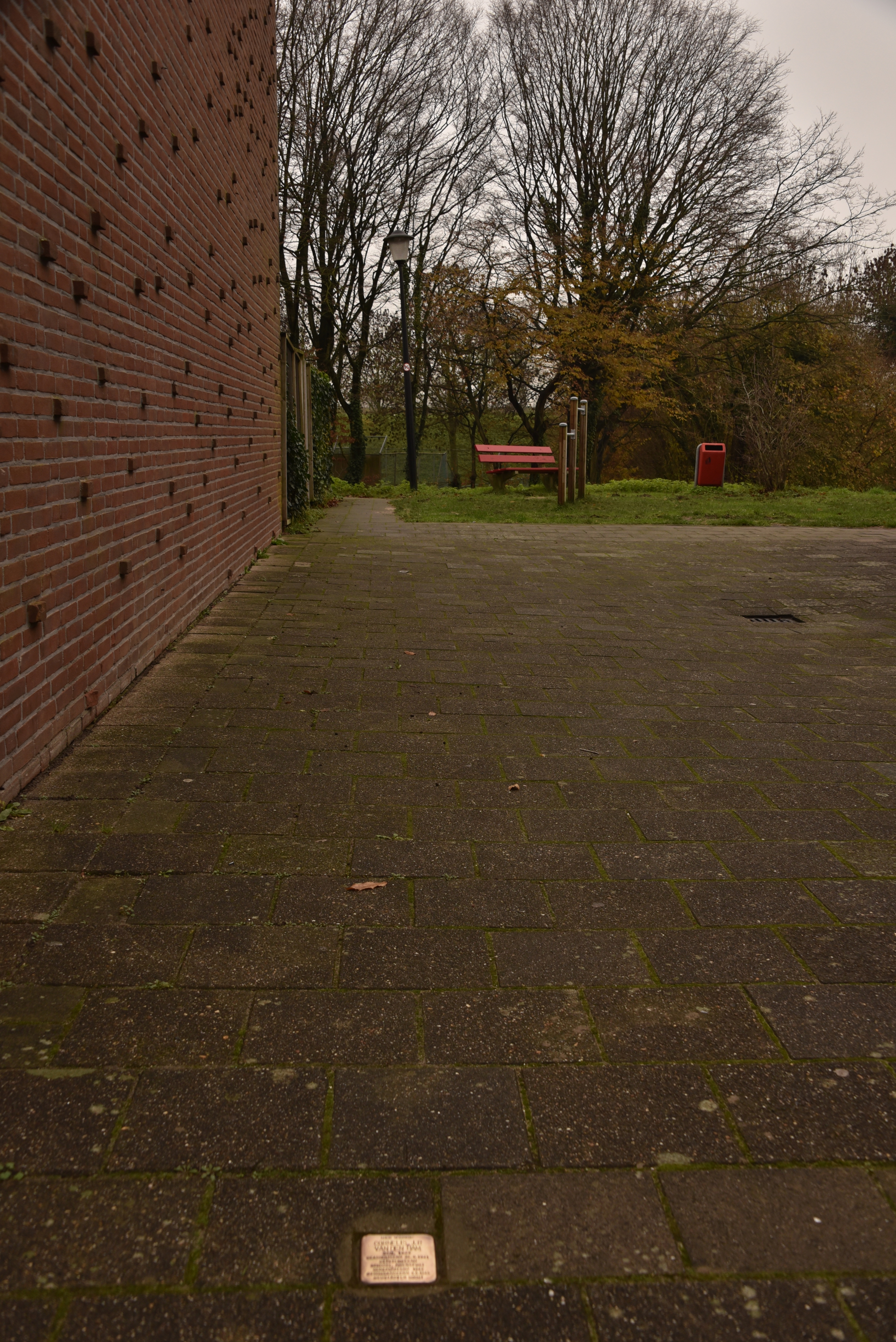
Stolperstein voor Cornelis van den Ham, De Loentjes 11

De Lijst van Stolpersteine in Culemborg geeft een overzicht van de gedenkstenen die in de gemeente Culemborg in de Nederlandse provincie Gelderland zijn geplaatst in het kader van het Stolpersteine-project van de Duitse beeldhouwer-kunstenaar Gunter Demnig.
Stolpersteine zijn opgedragen aan slachtoffers van het nationaalsocialisme, al diegenen die zijn vervolgd, gedeporteerd, vermoord, gedwongen te emigreren of tot zelfmoord gedreven door het nazi-regime. Demnig legt voor elk slachtoffer een aparte steen, meestal voor de laatste zelfgekozen woning.
Omdat het Stolpersteine-project doorloopt, kan deze lijst onvolledig zijn.

## Stolpersteine
In Culemborg liggen 46 Stolpersteine op 22 adressen, voor veertig joodse inwoners, een verzetsstrijder en vijf personen die werden vervolgd om hun communistische idealen.

### Culemborg
| Afbeelding | Inscriptie | Adres                                                       | Herdachte persoon |
| ---------- | --- | ----------------------------------------------------------- | --- |
|            | 31.JULI 1868 INWIJDING VAN DE SYNAGOGE TE CULEMBORG 1942 – 1943 BIJNA ALLE JOODSE GEZINNEN WORDEN GEDEPORTEERD EN VERMOORD AUSCHWITZ – SOBIBOR 31. JULI 1947 DE GEMEENTE WORDT OPGEHEVEN ER ZIJN TE WEINIG OVERLEVENDEN | Jodenkerkstraat 5 Kaart (OSM)                               | Voormalige Synagoge |
|            | HIER WOONDE BERNHARD AUSSEN GEB. 1939 VERMOORD 28.1.1944 AUSCHWITZ | Markt 7 Kaart (OSM)                                         | Bernhard Aussen (1939–1944) |
|            | HIER WOONDE HERMANN AUSSEN GEB. 1906 VERMOORD 24.2.1945 BUCHENWALD | Markt 7 Kaart (OSM)                                         | Hermann Aussen (1906–1945) |
|            | HIER WOONDE ROSA ELIZA AUSSEN- WINDMULLER GEB. 1909 VERMOORD 28.1.1944 AUSCHWITZ | Markt 7 Kaart (OSM)                                         | Rosa Eliza Aussen-Windmuller (1909–1944) |
|            | HIER WOONDE JETTA DE BEER- FRANKEN GEB. 1863 GEDEPORTEERD 1943 UIT WESTERBORK VERMOORD 16.4.1943 SOBIBOR | Markt 23 Kaart (OSM)                                        | Jetta de Beer-Frank (1863-1943) Jetta Frank werd geboren op 20 mei 1863 in Lienden. In 1898 trouwde zij met Heijman de Beer. Het echtpaar kreeg een zoon, Levi Nathan, ook wel Louis genoemd. Jetta Frank werd gearresteerd, geïnterneerd, gedeporteerd en op 16 april 1943 in Sobibór vermoord. De zoon en diens vrouw hebben de Holocaust overleefd. Ze verstopten zich op een nabijgelegen boerderij. |
|            | HIER WOONDE ISODOOR CORONEL GEB. 1918 VERMOORD 30.9.1942 AUSCHWITZ | Tollenstraat 7 Kaart (OSM)                                  | Isodoor Coronel (1918-1942) Isodoor Coronel werd geboren op 1 mei 1918 in Amsterdam. Hij was smidsknecht en werkte voor de familie Saltzher. Hun smederij was aan de Tollenstraat 7. Isodoor Coronel werd gearresteerd, geïnterneerd, gedeporteerd en vermoord in Auschwitz op 30 september 1942. |
|            | HIER WOONDE HENRI GANS GEB. 1923 VERMOORD 31.5.1944 AUSCHWITZ | Westersingel 82 Kaart (OSM)                                 | Henri Gans (1923–1944) |
|            | HIER WOONDE SALOMON GANS GEB. 1921 VERMOORD 31.5.1944 AUSCHWITZ | Westersingel 82 Kaart (OSM)                                 | Salomon Gans (1921–1944) |
|            | HIER WOONDE ELISE VAN GELDEREN GEB. 1932 VERMOORD 2.11.1942 AUSCHWITZ | Zandstraat 22 Kaart (OSM)                                   | Elise van Gelderen (1932–1942) |
|            | HIER WOONDE HIJMAN MOZES VAN GELDEREN GEB. 1908 VERMOORD 31.3.1944 MIDDEN-EUROPA | Zandstraat 22 Kaart (OSM)                                   | Hijman Mozes van Gelderen (1908–1944) |
|            | HIER WOONDE MOZES WOLFF VAN GELDEREN GEB. 1862 GEDEPORTEERD 1943 UIT VUGHT OVERLEDEN 12.5.1943 WESTERBORK | Tollenstraat 1 Kaart (OSM)                                  | Mozes Wolff van Gelderen (1862–1943) |
|            | HIER WOONDE REBECCA VAN GELDEREN GEB. 1858 GEDEPORTEERD 1943 UIT VUGHT VERMOORD 14.5.1943 SOBIBOR | Tollenstraat 1 Kaart (OSM)                                  | Rebecca van Gelderen (1858–1943) |
|            | HIER WOONDE SIMON VAN GELDEREN GEB. 1934 VERMOORD 2.11.1942 AUSCHWITZ | Zandstraat 22 Kaart (OSM)                                   | Simon van Gelderen (1934–1942) |
|            | HIER WOONDE ELISABETH VAN GELDEREN- FRANSMAN GEB. 1911 VERMOORD 2.11.1942 AUSCHWITZ | Zandstraat 22 Kaart (OSM)                                   | Elisabeth van Gelderen-Fransman (1911–1942) |
|            | HIER WOONDE CORNELIS J. P. VAN DEN HAM GEB. 1905 GEARRESTEERD 25.6.1941 GEÏNTERNEERD SCHOORL, AMERSFORT GEDEPORTEERD 1942 GEBOMBARDEERD 3.5.1945 NEUSTÄDTER BOCHT                                                       | Hoge Dorp 11 (nu De Loentjes 11) Kaart (OSM)                | Cornelis J. P. van den Ham (1905–1945) |
|            | HIER WERD GEARRESTEERD ROSETTA KOLTHOFF- WIJSENBEEK GEB. 1862 GEDEPORTEERD 1943 UIT VUGHT VERMOORD 14.5.1943 SOBIBOR | Markt 47 Kaart (OSM)                                        | Rosetta Kolthoff-Wijsenbeek (1862–1943) |
|            | HIER WOONDE HENRICUS W. VAN LIEROP GEB. 1903 GEARRESTEERD 25.6.1941 GEÏNTERNEERD SCHOORL, AMERSFOORT GEDEPORTEERD 1941 VERMOORD 23.6.1942 BERNBURG                                                                      | Het Jach 15 Kaart (OSM)                                     | Henricus Wilhelmus van Lierop (1903–1942) |
| -          | HIER WOONDE BETTY SARA LOBSCHEN GEB. 1880 GEDEPORTEERD 1943 UIT WESTERBORK VERMOORD 16.4.1943 SOBIBOR | Oude Vismarkt 10a Kaart (OSM)                               | Betty Sara Löbschen (1880–1943) |
|            | HIER WOONDE MEIJER ALEXANDER MERTS GEB. 1867 GEDEPORTEERD 1943 UIT VUGHT VERMOORD 14.5.1943 SOBIBOR | Herenstraat 7 Kaart (OSM)                                   | Meijer Alexander Merts (1867–1943) |
|            | HIER WOONDE ROOSJE MERTS- BACHARACH GEB. 1867 GEDEPORTEERD 1943 UIT VUGHT VERMOORD 14.5.1943 SOBIBOR | Herenstraat 7 Kaart (OSM)                                   | Roosje Merts-Bacharach (1867–1943) |
|            | HIER WOONDE KAROLINE SECKL- MAUTNER GEB. 1876 GEDEPORTEERD 1943 UIT WESTERBORK VERMOORD 16.4.1943 SOBIBOR | Oude Vismarkt 11 Kaart (OSM)                                | Karoline Seckl-Mautner (1876-1943) Karoline Mautner werd geboren op 6 juli 1876 in Stresmir in Midden-Bohemen. Haar zoon Karl Seckl had een stoffenwinkel aan de Oude Vismarkt 11. Karoline Seckl-Mautner werd gearresteerd, geïnterneerd, gedeporteerd en vermoord op 16 april 1943 in Sobibór. De zoon heeft de Holocaust kunnen overleven doordat hij kon onderduiken op een plaatselijke boerderij   |
|            | HIER WOONDE ABRAHAM VAN SPIER GEB. 1871 GEDEPORTEERD 1943 UIT VUGHT VERMOORD 16.4.1943 SOBIBOR | Zandstraat 35 Kaart (OSM)                                   | Abraham van Spier (1871–1943) |
|            | HIER WOONDE ABRAHAM VAN SPIER GEB. 1912 GEDEPORTEERD 1943 UIT VUGHT VERMOORD 24.1.1944 AUSCHWITZ | Nieuwstraat 42 Kaart (OSM)                                  | Abraham van Spier (1912–1944) |
|            | HIER WOONDE AMALIA VAN SPIER GEB. 1926 VERMOORD 12.10.1942 AUSCHWITZ | Zandstraat 30 Kaart (OSM)                                   | Amalia van Spier (1926–1942) |
|            | HIER WOONDE HENRIETTE VAN SPIER GEB. 1922 VERMOORD 12.10.1942 AUSCHWITZ | Zandstraat 30 Kaart (OSM)                                   | Henriëtte van Spier (1922–1942) |
|            | HIER WOONDE ISAK ABRAHAM VAN SPIER GEB. 1910 GEDEPORTEERD 1943 UIT VUGHT VERMOORD 9.7.1943 SOBIBOR | Nieuwstraat 42 Kaart (OSM)                                  | Isak Abraham van Spier (1910–1943) |
|            | HIER WOONDE MANUEL VAN SPIER GEB. 1880 GEDEPORTEERD 1943 UIT VUGHT VERMOORD 16.4.1943 SOBIBOR | Nieuwstraat 42 Kaart (OSM)                                  | Manuel van Spier (1880–1943) |
|            | HIER WOONDE MARCUS ELIAS VAN SPIER GEB. 1898 VERMOORD 31.1.1943 AUSCHWITZ | Zandstraat 30 Kaart (OSM)                                   | Marcus Elias van Spier (1898–1943) |
|            | HIER WOONDE SAARTJE VAN SPIER GEB. 1882 GEDEPORTEERD 1943 UIT VUGHT VERMOORD 14.5.1943 SOBIBOR | Burgemeester Keestrasingel, voorheen Kolfbaan 4 Kaart (OSM) | Saartje van Spier (1882–1943) |
|            | HIER WOONDE HENRIETTA VAN SPIER-BEEM GEB. 1881 GEDEPORTEERD 1943 UIT VUGHT VERMOORD 16.4.1943 SOBIBOR | Nieuwstraat 42 Kaart (OSM)                                  | Henrietta van Spier-Beem (1881–1943) |
|            | HIER WOONDE SARA VAN SPIER- BROMMET GEB. 1901 VERMOORD 12.10.1942 AUSCHWITZ | Zandstraat 30 Kaart (OSM)                                   | Sara van Spier-Brommet (1901–1942) |
|            | HIER WOONDE HENRIETTA VAN SPIER- ZWELHEIM GEB. 1872 GEDEPORTEERD 1943 UIT VUGHT VERMOORD 16.4.1943 SOBIBOR | Zandstraat 35 Kaart (OSM)                                   | Henrietta van Spier-Zwelheim (1872–1943) |
|            | HIER WOONDE ARNOLDUS GEERLOF STERK GEB. 1879 GEARRESTEERD 25.6.1941 GEÏNTERNEERD SCHOORL, AMERSFOORT GEDEPORTEERD 1941 VERMOORD 5.5.1942 NEUENGAMME                                                                     | Rijksstraatweg 9 Kaart (OSM)                                | Arnoldus Geerlof Sterk (1879–1942) |
|            | HIER WOONDE SPEIJER JASPER STERK GEB. 1910 GEARRESTEERD 25.6.1941 GEÏNTERNEERD SCHOORL, AMERSFOORT GEDEPORTEERD 1941 VERMOORD 1.8.1942 DACHAU                                                                           | Rijksstraatweg 9 Kaart (OSM)                                | Speijer Jasper Sterk (1910–1942) |
|            | HIER WOONDE AART CORNELIS VERMEULEN GEB. 1904 GEARRESTEERD JAN.1945 GEÏNTERNEERD UTRECHT VERMOORD 8.3.1945 FORT DE BILT                                                                                                 | Rijksstraatweg 11 Kaart (OSM)                               | Aart Cornelis Vermeulen (1904–1945) |
|            | HIER WOONDE HENDRIKUS P. VERMEULEN GEB. 1899 VERZETSSTRIJDER GEARRESTEERD 31.7.1944 GEÏNTERNEERD ARNHEM GEDEPORTEERD VERMOORD 28.11.1944 AURICH ENGERHAFE                                                               | Van Pallandtdreef 3 Kaart (OSM)                             | Hendrikus Pieter Vermeulen (1899–1944) |
|            | HIER WOONDE GABRIL BENJAMIN WALG GEB. 1868 GEDEPORTEERD 1943 UIT WESTERBORK VERMOORD 16.4.1943 SOBIBOR | Kattenstraat 17 Kaart (OSM)                                 | Gabriel Benjamin Walg (1868–1943) |
|            | HIER WOONDE ADRIANA WIJSENBEEK GEB. 1867 GEDEPORTEERD 1943 UIT VUGHT VERMOORD 14.5.1943 SOBIBOR | Markt 47 Kaart (OSM)                                        | Adriana Wijsenbeek (1867–1943) |
|            | HIER WOONDE GABRIEL ISAAC WIJSENBEEK GEB. 1855 GEDEPORTEERD 1943 UIT VUGHT VERMOORD 14.5.1943 SOBIBOR | Markt 47 Kaart (OSM)                                        | Gabriel Isaäc Wijsenbeek (1855–1943) |
|            | HIER WOONDE JOHANNA WIJSENBEEK GEB. 1857 GEDEPORTEERD 1943 UIT VUGHT VERMOORD 14.5.1943 SOBIBOR | Markt 47 Kaart (OSM)                                        | Johanna Wijsenbeek (1857–1943) |
|            | HIER WOONDE SAMUEL JOSEPH WIJSENBEEK GEB. 1880 GEDEPORTEERD 1943 UIT VUGHT VERMOORD 14.5.1943 SOBIBOR | Kattenstraat 10 Kaart (OSM)                                 | Samuel Joseph Wijsenbeek (1880–1943) |
|            | HIER WOONDE ANDRIES ISAAC WIJZENBEEK GEB. 1853 OVERLEDEN DEC. 1942 | Markt 47 Kaart (OSM)                                        | Andries Isaac Wijsenbeek (1853–1942) |
|            | HIER WOONDE BERNHARD DAVID WIJZENBEEK GEB. 1905 GEDEPORTEERD 1943 UIT VUGHT VERMOORD 28.5.1943 SOBIBOR | Kattenstraat 14 Kaart (OSM)                                 | Bernhard David Wijzenbeek (1905–1943) |
|            | HIER WOONDE FLORA HENRIETTE WIJZENBEEK GEB. 1877 GEDEPORTEERD 1943 UIT VUGHT VERMOORD 14.5.1943 SOBIBOR | Kattenstraat 10 Kaart (OSM)                                 | Flora Henriette Wijzenbeek (1877–1943) |
|            | HIER WOONDE LOUIS BERNHARD WIJZENBEEK GEB. 1904 GEDEPORTEERD 1943 UIT VUGHT VERMOORD 28.5.1943 SOBIBOR | Kattenstraat 14 Kaart (OSM)                                 | Louis Bernhard Wijzenbeek (1904–1943) |
|            | HIER WOONDE JOHANNA WIJZENBEEK-DAVID GEB. 1880 GEDEPORTEERD 1943 UIT VUGHT VERMOORD 4.5.1943 SOBIBOR | Kattenstraat 14 Kaart (OSM)                                 | Johanna Wijzenbeek-David (1880–1943) |

## Data van plaatsingen
- 16 juni 2012: 39 Stolpersteine aan Burgemeester Keestrasingel (voorheen Kolfbaan 4), Herenstraat 7, Kattenstraat 10, 14 en 17, Markt 7, 23 en 47, Nieuwstraat 42, Oude Vismarkt 10a en 11, Tollenstraat 1 en 7, Westersingel 82, Zandstraat 22, 30 en 35
- 24 oktober 2013: Het Jach 15, De Loentjes 11 (voorheen Hoge Dorp 11), Jodenkerkstraat 5, Rijksstraatweg 9 en 11, Van Pallandtdreef 3